# Temple d'Apol·lo (Figàlia)
El temple d'Apol·lo Epicuri s'alçà en un lloc anomenat Bassae (grec antic, Βάσσαι; grec modern Βάσσες, que significa 'els barrancs'), a la muntanya Cotilo, situat a vuit quilòmetres al nord-oest de la ciutat peloponèsia de Figàlia, a l'antiga regió d'Arcàdia, i a set quilòmetres al sud de la moderna ciutat d'Andritsaina.
De la bellesa d'aquest temple ens va deixar constància després de visitar-lo Pausànies. El temple de Bassea s'ha datat del 450 ae o principis del s. IV ae.
Obra de l'arquitecte Ictí, emmarcada en els treballs de reconstrucció del temple anterior, de l'any 500 ae. El mateix Pausànies diu que l'àlies d'Epicuri es deu a l'ajuda d'Apol·lo en la pesta que assolà Figàlia en temps de la Guerra del Peloponès.
La imatge de bronze del déu, de 3,5 m d'alçària, la dugueren a Megalòpolis des de Figàlia, per adornar el temple d'Apol·lo d'aquella ciutat, però en temps de Pausànies, del temple només restaven les columnes.
El temple d'Apol·lo Epicuri de Bassae fou declarat Patrimoni de la Humanitat per la Unesco el 1986.

## Descripció
És un edifici perípter de forma allargada, de 40 x 16 m, cosa que li confereix una aparença arcaica. Però la seua particularitat és que les columnes pertanyen als tres ordres arquitectònics i, sobretot, que barreja ingènuament innovacions originals amb arcaismes arquitectònics, que li atorguen una estranya qualitat: ser un disseny conservador i revolucionari alhora.
Aquest temple hexàstil (sis columnes frontals) té una columnata exterior d'estil dòric en pedra calcària grisa local d'extrema duresa. Les mètopes, sovint adornades, manquen d'escultures. En canvi, l'interior ofereix una força expressiva de gran qualitat, unida a una elegant arquitectura.

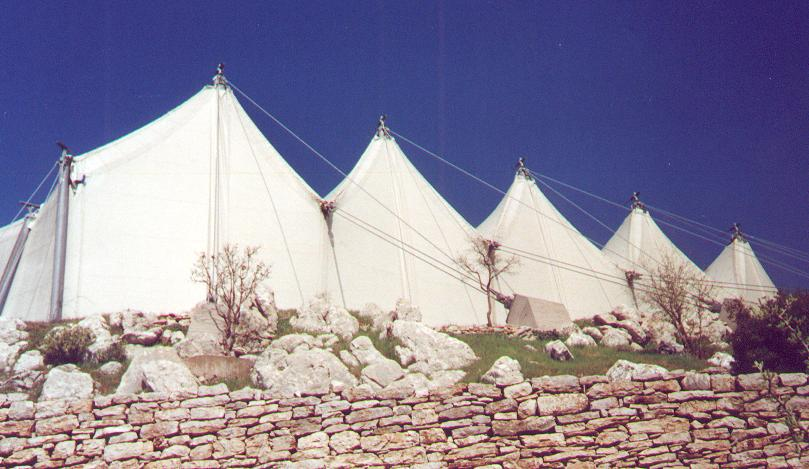
Temple d'Apol·lo sota les lones.

Al prónaos i opistòdom hi ha dues columnes in antis d'ordre dòric, i dins del naos apareixen dues fileres de cinc columnes jòniques recolzades als murs per murets transversals. Al fons del naos, les dues darreres columnes jòniques enquadren una única columna coríntia, que separa el naos de l'àditon habilitat al fons. A diferència de la rústica pedra calcària usada a l'exterior, el material dels capitells jònics, així com de les mètopes esculpides del fris i les plaques del fris interior, són de marbre de Doliana.
El temple ha estat objecte d'importants treballs i d'una restauració radical. Des del 1990, és protegit per un immens envelat, sostingut amb pals metàl·lics i cables d'acer, que el recobreix totalment. Els seus elements arquitectònics han estat rentats i units amb puntals i bastides embuatats.

## Història

Plànol del temple: 1 = opistòdom, 2 = àditon, 3 = naos, 4 = prónaos.

Pausànies relata que aquest temple fou consagrat pels habitants de Figàlia a Apol·lo Epicuri, déu sanador que vencé una epidèmia de pesta, «com ho va fer durant la Guerra del Peloponès». Aquesta explicació no convenç gaires arqueòlegs moderns.
Indica que l'arquitecte en fou Ictí, sense aportar cap prova d'aquesta afirmació. Es tracta de l'arquitecte més conegut de la Grècia clàssica: fou l'autor del Partenó d'Atenes i del Telesterion d'Eleusis.
Pausànies oblida dir com i per què Figàlia, modest llogaret d'Arcàdia, pogué contractar un arquitecte tan prestigiós: per açò els arqueòlegs dubten d'aquesta hipòtesi. Però si en fos veritat, l'erecció d'aquest temple podria datar-se precisament de l'època de Pèricles.

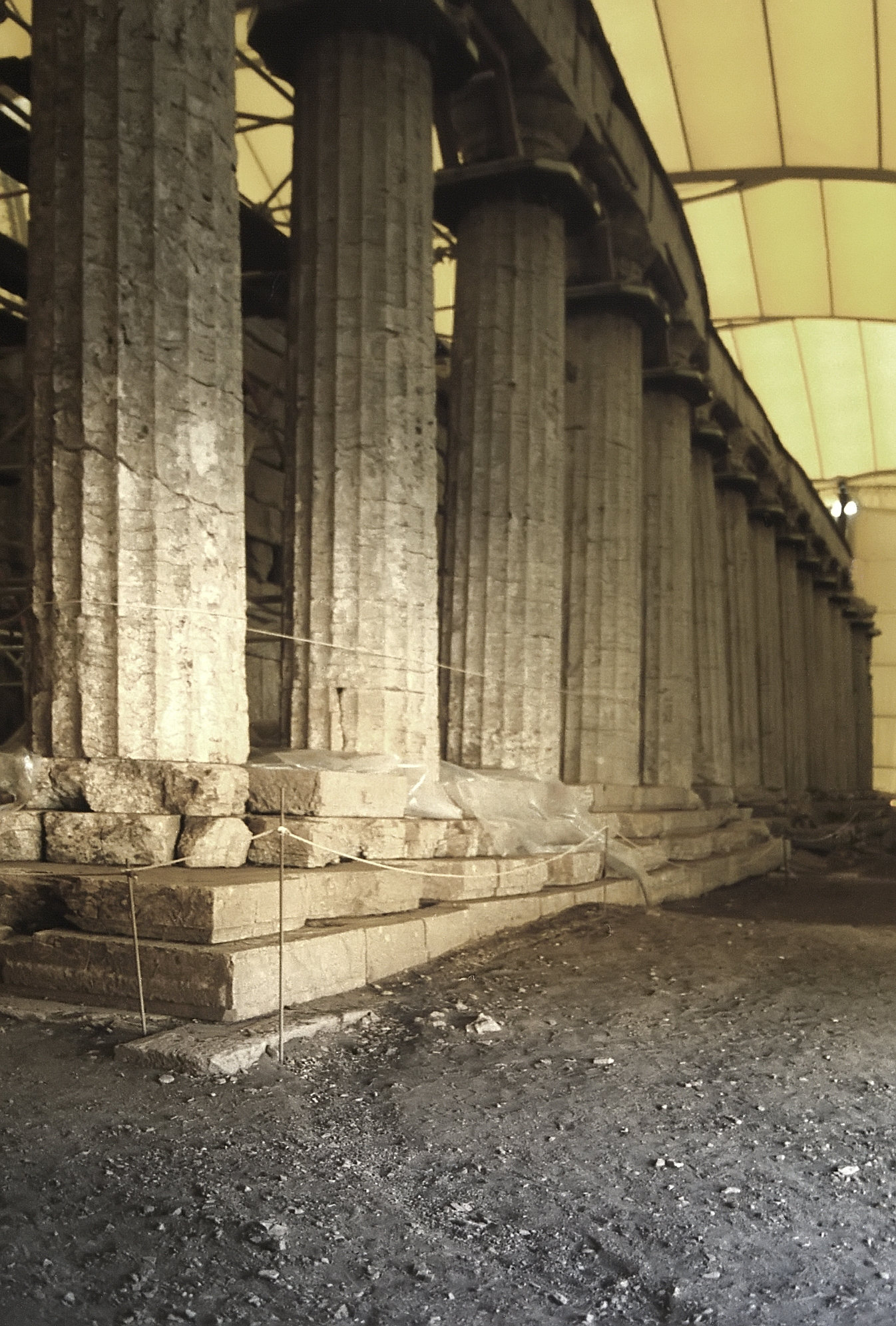
Peristil, costat est.

Pausànies tampoc no explica per què el temple s'erigí lluny, a la muntanya, a 8 km de la ciutat, en un lloc d'accés tan difícil que calen unes hores de marxa per arribar-hi.
Destaca l'excepcional teulada del temple, feta «exclusivament de pedra», quan en realitat foren emprades bigues de fusta per sostenir el sostre. Elogia la bellesa de les pedres i l'harmonia de proporcions, amb la combinació innovadora de les columnes i, sobretot, aïllada en l'eix de l'edifici, la primera columna coríntia de l'àrea grega, la qual cosa constitueix un avanç històric, que tingué un impacte mundial sobre l'arquitectura dels segles següents.
Les preguntes que sorgeixen pertoquen als constructors:
- N'hi hauria hagut dos arquitectes diferents en èpoques diferents: el primer per a la part més antiga i rústica, és a dir, la part exterior dòrica, i el segon per a la part interior més recent i elaborada?
- Si fora cert que Ictí en fos l'únic mestre d'obres, hauria començat llavors la seua carrera amb el Partenó, entre 447 i 438 ae, i l'hauria acabada a l'Arcàdia amb el temple d'Apol·lo entre 429 i 400 ae?: fora un estrany recorregut per a la carrera d'un arquitecte.

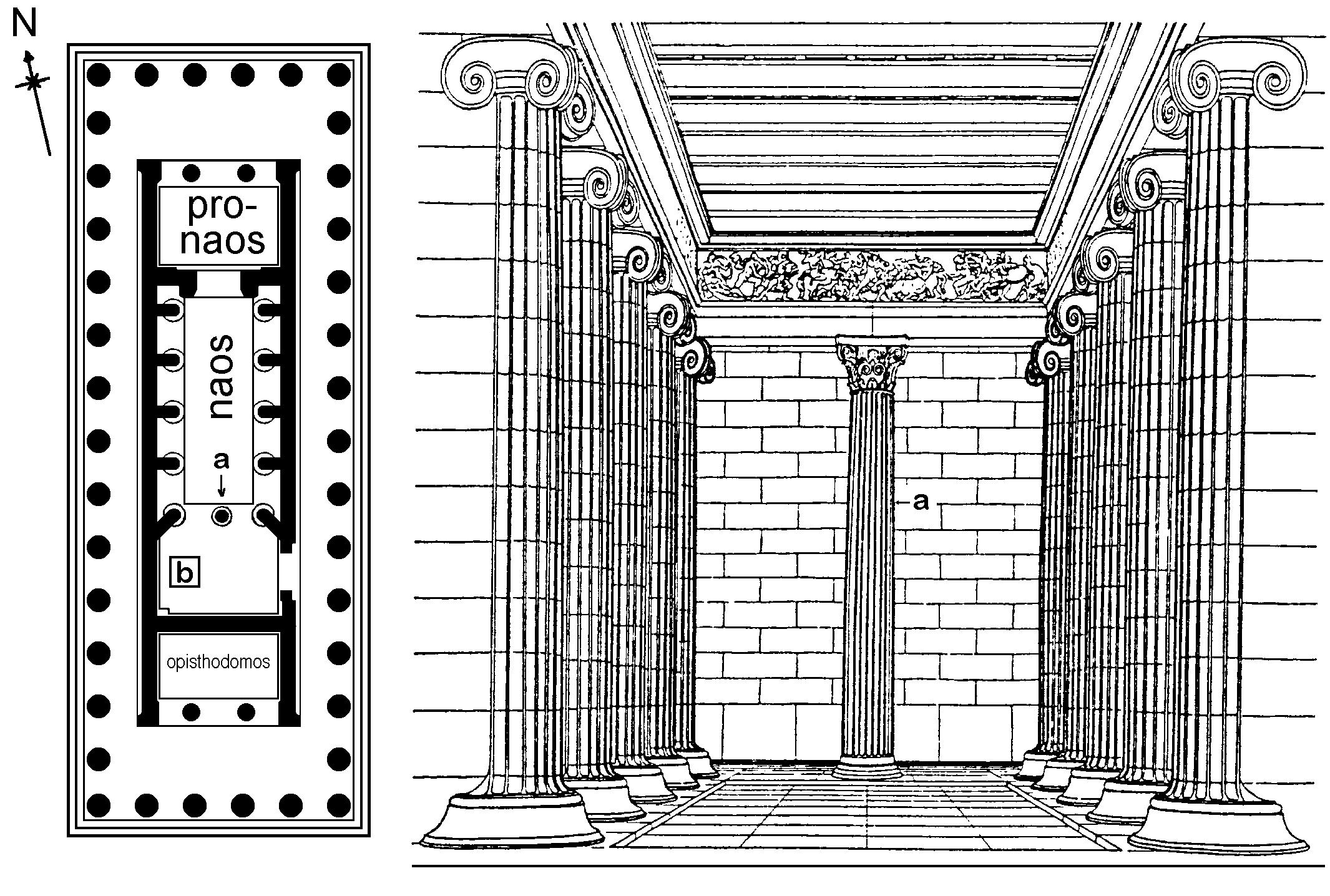
Plànol i perspectiva interior

## Descobriment
Aquest temple romangué ignorat durant segles. El novembre de 1765, l'arquitecte francés Joachim Bolcher, que viatjava pel Peloponès i travessava aquesta regió muntanyenca, descobrí aquestes ruïnes.
L'arquitecte britànic Charles Robert Cockerrell explorà el temple a l'agost de 1811. En descobrí el fris, el comprà a preu de ganga al paixà de Tripolizza i el revengué per 60.000 dòlars al Museu Britànic.

Relata l'episodi en el seu diari. Es llegeix ací tot l'entusiasme romàntic de l'època i la sort que sembla guiar el descobriment d'un tresor arqueològic:
| « | «És impossible descriure la bellesa romàntica de l'indret on es troba el temple. És al cim d'una cornisa des d'on es perceben muntanyes desolades i el camp immens als seus peus. La vista ens ofereix Ítom, la darrera muralla dels messenis contra Esparta al sud-oest, Arcàdia i els seus nombrosos turons a l'est; i al sud el Taiget, i encara més enllà, la mar. Hem passat en total deu dies ací, alimentant-nos de xais i mantega (la millor mantega que he pogut assaborir des que eixí d'Anglaterra) que ens venien pastors albanesos, que en vivien molt a prop. De nit, teníem el costum de seure al voltant del foc i de fumar enraonant amb els pastors albanesos. Un dia, una guineu que tenia el cau entre les pedres, pertorbat sens dubte pel nostre aldarull, isqué de la cova i en fugí». | » |

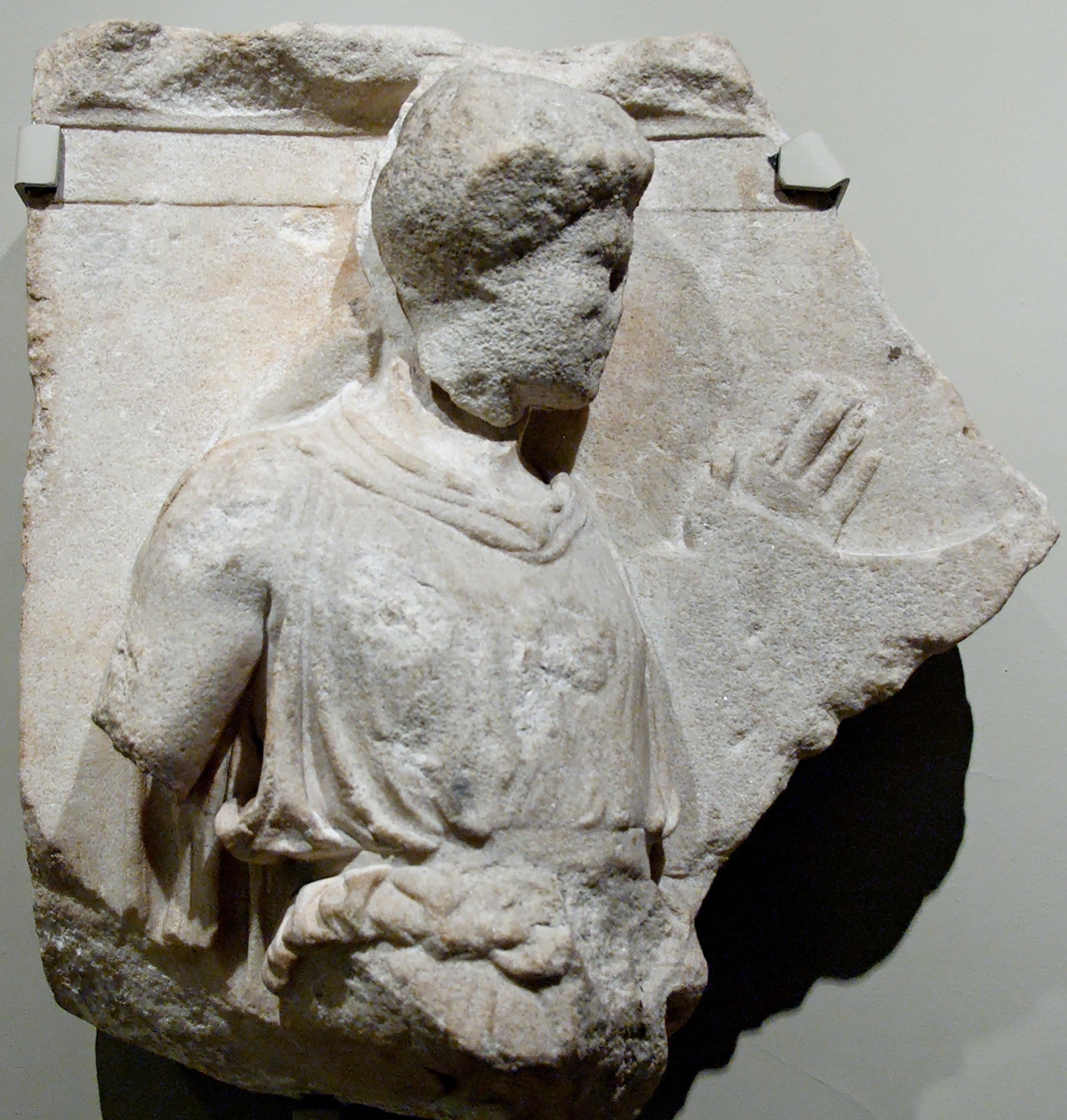
Element de mètopa, Museu Britànic

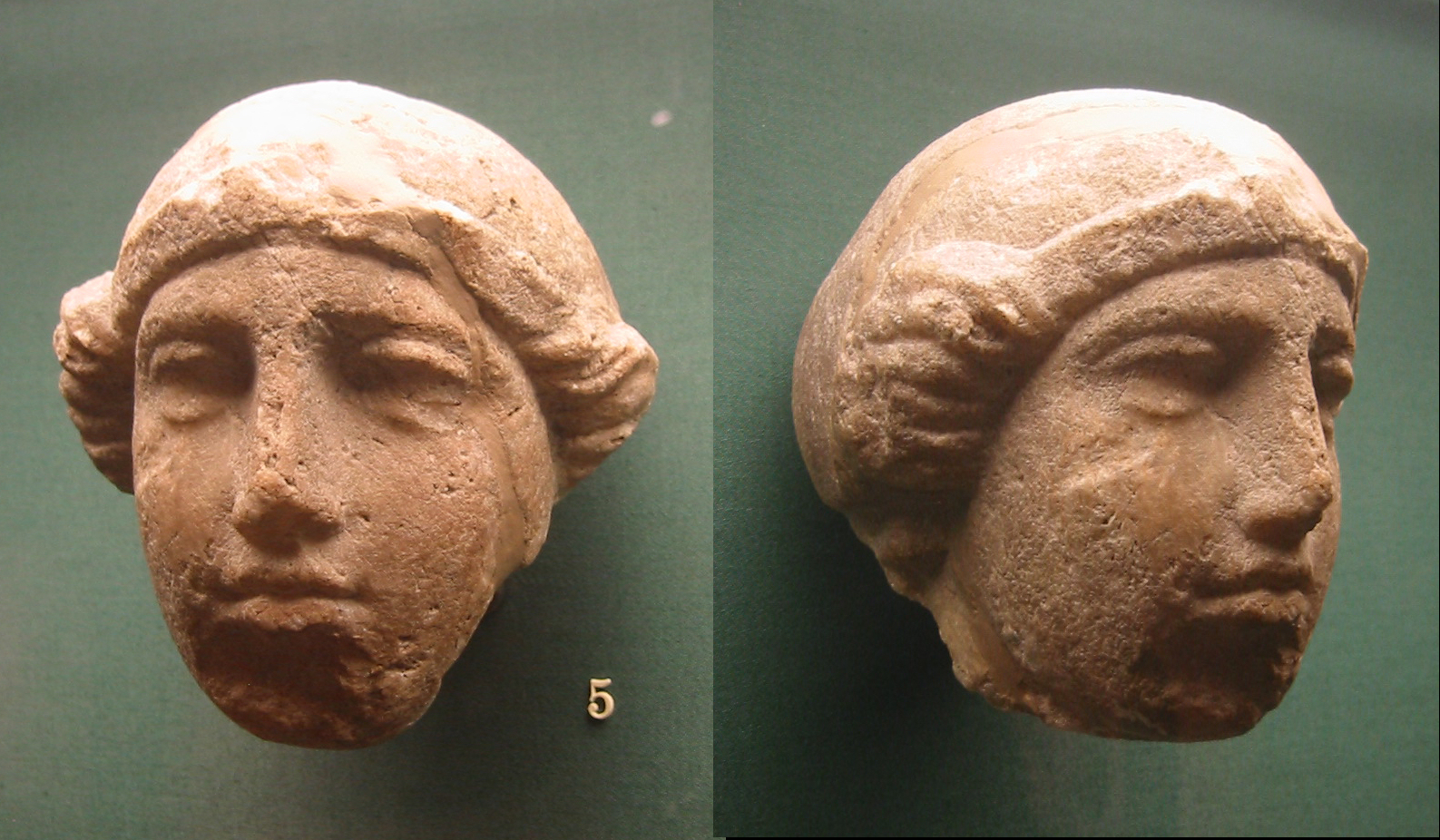
Element d'una mètopa, Museu Britànic

Aquest explorà el cau on Cockerell havia descobert un fragment del fris, el fragment núm. 530 del catàleg dels marbres de Figàlia del Museu Britànic.
Cockerell negocià amb el paixà de Tripolizza el dret d'excavar el temple. L'autorització fou atorgada al 1812, a canvi de la meitat del que reportara la venda dels tresors descoberts. El temple fou explorat entre juny i agost de 1812.
La llegenda diu que els arqueòlegs afeccionats s'abstingueren de precisar al paixà la magnitud dels seus descobriments, perquè s'hauria sentit estafat quan occidentals s'embarcaven els marbres. El paixà envià llavors els seus geníssers per detenir el vaixell. Cockerell s'hagué d'acontentar-se a portar-se el fris i abandonar el capitell corinti (l'exemple més antic d'aquest ordre). El capitell fou destruït pels geníssers, que només trobaren aquest objecte per descarregar la seua còlera i frustració.
El fris es vengué en subhasta a Zacint al maig de 1814 i l'adquirí el govern britànic per al seu Museu Britànic.

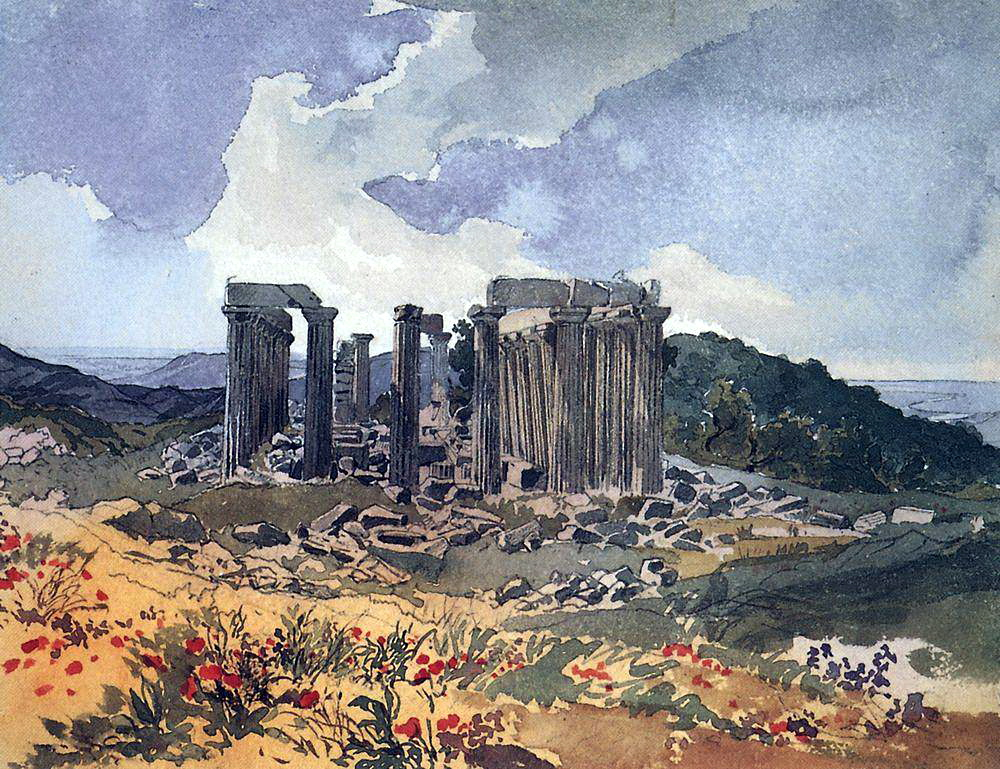
Vista de Grècia: el temple d'Apol·lo a Figàlia, pintura de Karl Briulov (1835), Moscou, Museu Puixkin

## Cinema
- Bassae (1964) de Jean-Daniel Pollet.